# أحمد الزبيدي
أحمد الزبيدي (1945 – 2018) كاتب وقاص وروائي عماني. وُلد في مدينة ظفار العمانيّة لكنّه عاش سنوات طفولته في عددٍ من الدول العربيّة قبل أن يعود لاحقًا لمدينته الأمّ. صدر له عددٌ من الكتب والروايات لعلَّ أبرزها روايةُ «انتحار عبيد العماني» التي صدرت عام 1985 وتُعتبر أول رواية منشورة له في مساره المهنيّ. كان عام 2008 هو العام الأبرز في مسيرة الكاتب حيثُ نشر كتابين هما: «إعدام الفراشة» و«أحوال القبائل عشية الانقلاب الإنجليزي في صلالة»، ثمّ انتظر حتى العام 2012 حينما نشر رواية «سنوات النار»، وأتبعها في العام الموالي برواية عمانيّة خالِصة هي «امرأة من ظفار»، أمّا آخر أعماله قبل مفارقتهِ الحياة فكانت روايةُ «الانتماء... النبي العماني يونس» وهي الرواية صدرت عن دار سؤال للنشر والتوزيع في العاصمة اللبنانيّة بيروت.

## الحياة المُبكّرة والتعليم
وُلد الزبيدي عام 1945 في ظفار بجنوب اسلطنة عمان، وعاش طفولته وشبابه بين مصر وسوريا والعراق للدراسة والتعلم. بدأ في وقتٍ ما الكتابة في مجلّة «الأزمنة» الإماراتية وصحيفة الخليج وبعض المجلات اليمنية.

## المسيرة المهنيّة
بعد مشوارٍ ليس بالطويل في الكتابة في عددٍ من المجلّات الأدبيّة والثقافيّة، انتقل الزبيدي لعالَم الكتابة والنشر والتأليف حينما نشرَ نشر أول مجموعة قصصية له بعنوان «انتحار عبيد العماني» عام 1985، أمّا أبرز مؤلفاته فهو كتاب «إعدام الفراشة» عام 2008، و«أحوال القبائل عشية الانقلاب الإنجليزي في صلالة» عام 2008 أيضًا، و«سنوات النار» عام 2012، و«امرأة من ظفار» عام 2013، أما آخر أعماله فكانت رواية «الانتماء... النبي العماني يونس» التي صدرت عن دار سؤال للنشر والتوزيع والترجمة في العاصمة اللبنانيّة بيروت، وكان الزبيدي قد فاز بجائزة الإنجاز الثقافي البارز في سلطنة عمان لعام 2013.
روى الزبيدي أحمد في روايتهِ السياسيّة «سنوات النار» عن ما سمَّاهُ «مجتمع العمرانية» الذي كان مجتمعًا ذا ثقافة عبودية، ينتمي إلى رماد الفجائع القديمة، الماورائية، والعفوية، فتطرَّق بنوعٍ من التفصيل لما سمَّاها خرائب العمرانية وما فيها من العناصر القبلية الضيقة الأفق، وذلك عبر حكاية أصدقاء ثلاثة لم يفترقوا هم سامر وقريبه حامد وأحمد. تناول أحمد في الرواية مواضيع اجتماعيّة سياسية مثل القهر الفردي والقهر المجتمعي، كما عرَّى فيها مظاهر الزيف والنفاق الاجتماعيين، وازدواجية المعايير، في علاقة الحاكم بالمحكوم والإنتقائية في ظلم العباد. أما في روايتهِ «امرأة من ظفار»، فقد سرد الزبيدي ثورة ظفار على لسان امرأة ظفارية هي «مثال»، فيحكي قصتها ما قبل وأثناء وبعد ثورة ظفار التي بدأت منذ منتصف الستينيات واستمرت لما يُقارب العقد في جنوب سلطنة عمان.
أدان الزبيدي في رواية «أحوال القبائل عشية الانقلاب الإنجليزي في صلالة» وذلك بشكلٍ ضمني المظاهر القبلية في ظفار كما تحدث عن التأثير البريطاني في السيطرة على ثورة ظفار، بل سخر بطريقة أو بأخرى من القبيلة، الثورة، الحرب، الاستعمار، السلطة. بالإضافةِ إلى عمله في الكتابة والتأليف، فقد ترجمَ أحمد الزبيدي أيضًا بعض الكتب والكُتيّبات يبقى أبرزها كتاب «في فنّ الرواية: حوارات مع أدباء نوبل» الذي تضمَّن مجموعة من الحوارات مع أدباء حازوا على جائزة نوبل للآداب نشرتها المجلة الأدبية العالمية المعروفة باريس ريفيو في سلسلة من الحوارات عن فنّ الرواية.

## الوفاة
نعى النادي الثقافي في سلطنة عمان في السابع من آذار/مارس 2018 القاص والروائي العُماني أحمد الزبيدي الذي تُوفيَّ عن عمرٍ ناهز 72 عامًا.

## أعماله
هذه قائمةٌ بأبرز أعمال الكاتب والقاص والروائي العماني أحمد الزبيدي:
- انتحار عبيد العماني (رواية صدرت عام 1985)[18]
- إعدام الفراشة (رواية صدرت عام 2008)[19]
- أحوال القبائل عشية الانقلاب الإنجليزي في صلالة (رواية صدرت عام 2008 أيضًا)[20]
- سنوات النار (رواية صدرت عام 2012)[21]
- امرأة من ظفار (رواية صدرت عام 2013)[22]
- الانتماء... النبي العماني يونس (رواية صدرت عن دار سؤال للنشر والتوزيع والترجمة في بيروت)[23]